# Lacinius insularis
Lacinius insularis is een hooiwagen uit de familie van de echte hooiwagens (Phalangiidae).